# Меднис, Владимир Августович
Владимир Августович Меднис (1931—2022) — советский деятель спецслужб и внешней разведки, полковник госбезопасности. Резидент КГБ СССР в Монреале (1971—1973).

## Биография
Родился 2 января 1931 года в г.Невель, РСФСР, СССР .
С 1941 по 1942 годы в период Великой Отечественной войны находился в действующей армии и был воспитанником 201-й стрелковой дивизии. С 1944 по 1945 годы был партизаном-диверсантом штаба партизанского движения Латвии, участник Курляндской операции, в тылу окружённой группировки немецких войск выполнял диверсионно-разведывательные задания штаба партизанского движения.
В 1945 году был демобилизован из рядов Советской армии. С 1945 по 1947 годы работал на Латвийском электротехническом заводе ВЭФ. С 1947 года принят на службу в разведывательную службу МГБ Латвийской ССР. С 1947 по 1957 годы принимал участие в  специальных операциях по ликвидации диверсионно-террористических групп SS «Ягдфербанд-Леттланд» и в оперативных играх «Берег» и «Капкан» по ликвидации ячеек американских и британских специальных служб в Советской Латвии.
С 1957 года после окончании Высшей школы КГБ при СМ СССР имени Ф. Э. Дзержинского работал в центральном аппарате Первого главного управления КГБ СССР (внешняя разведка). С 1959 по 1963 годы сотрудник резидентуры КГБ в Великобритании. С 1965 по 1969 годы — заместитель резидента КГБ в Швеции под прикрытием должности третьего секретаря посольства СССР. С 1970 по 1971 годы — руководитель североамериканского направления Службы внешней контрразведки Первого главного управления КГБ СССР.
С 1971 по 1973 годы — резидент внешней разведки в Монреале, был руководителем оперативно-разведывательных игр «Турнир» и «Рикошет» проводимых в Канаде против западных спецслужб, основными целями специальных операций было выявление агентуры Центрального разведывательного управления в разведывательных и контрразведывательных органах СССР. С подачи КГБ в ходе операции «Рикошет» был снят с должности по обвинению в сотрудничестве с советскими разведорганами начальник Канадской службы разведки и безопасности Д. Беннетт, дискредитация высокопоставленного сотрудника канадских спецслужб позволила вывести из под удара советскую агентуру и временно парализовать деятельность канадских спецслужб. В  1973 году при активном участии генерала О. Д. Калугина за отказ скрыть и уничтожить полученные агентурные материалы, компрометирующего руководство КГБ  содержания и за попытки привлечь внимание начальства к угрожающему провалом положению в Оттавской резидентуре В. А. Меднис был снят с должности резидента КГБ в Монреале.
С 1973 по 1976 годы — заместитель начальника информационно-аналитического отдела Управления внешней контрразведки ПГУ КГБ СССР. С 1976 по 1991 годы — заместитель начальника научно-исследовательского отдела Краснознамённого института имени Ю. В. Андропова КГБ СССР.
С 1991 года на пенсии. Умер в 2022 году  в возрасте 91 год.

## Награды
- Орден Отечественной войны II степени
- Медаль «За отвагу»
- Медаль За боевые заслуги
- Медаль «Партизану Отечественной войны» II степени